# 非完整系統
在古典力學裏，假如，一個系統有任何約束是非完整約束，則稱此系統為非完整系統。非完整約束不是完整約束。完整約束可以用方程式表示為
{\displaystyle f(x_{1},\ x_{2},\ x_{3},\ \dots ,\ x_{N},\ t)=0}；
這裏，{\displaystyle f}是每一個粒子{\displaystyle P_{i}}之位置{\displaystyle x_{i}}和時間{\displaystyle t}的函數。非完整約束不能夠用上述方程式表示。

## 廣義坐標的轉換
完整約束方程式與位置、時間有關，與速度無關。完整約束方程式可以很簡易地除去指定的變數。假設變數{\displaystyle x_{d}}是完整約束函數{\displaystyle f_{k}}裏的一個參數，現在指定除去{\displaystyle x_{d}}。重新編排上述約束方程式，求出表示{\displaystyle x_{d}}的函數{\displaystyle g_{k}}：
{\displaystyle x_{d}=g_{k}(x_{1},\ x_{2},\ x_{3},\ \dots ,\ x_{d-1},\ x_{d+1},\ \dots ,\ x_{N},\ t)}。
將函數{\displaystyle g_{k}}代入所有提到{\displaystyle x_{d}}的方程式。這樣，可以除去所有指定變數{\displaystyle x_{d}}。
假設一個物理系統原本的自由度是{\displaystyle N}。現在，將{\displaystyle h}個完整約束作用於此系統。那麼，這系統的自由度減少為{\displaystyle m=N-h}。可以用{\displaystyle m}個獨立廣義座標{\displaystyle (q_{1},\ q_{2},\ \dots ,\ q_{m})}來完全描述這系統的運動。座標的轉換方程式可以表示如下：
{\displaystyle x_{i}=x_{i}(q_{1},\ q_{2},\ \dots ,\ q_{m},\ t)\ ,\qquad \qquad \qquad i=1,\ 2,\ 3,\ \dots N}。
換句話說，由於非完整約束無法依照上述方法，來除去其所含廣義座標，完全描述非完整系統，所需要的廣義座標數目，大於自由度。

## 微分形式表示
約束有時可以用微分形式的約束方程式來表示。思考第{\displaystyle i}個約束的微分形式的約束方程式：
{\displaystyle \sum _{j}\ c_{ij}dq_{j}+c_{i}dt=0}；
這裏，{\displaystyle c_{ij}}，{\displaystyle c_{i}}分別為微分{\displaystyle dq_{j}}與{\displaystyle dt}的係數。
假若此約束方程式是可積分的。也就是說，有一個函數{\displaystyle f_{i}(q_{1},\ q_{2},\ q_{3},\ \dots ,\ q_{N},\ t)=0}的全微分滿足下述等式：
{\displaystyle df_{i}=\sum _{j}\ c_{ij}dq_{j}+c_{i}dt=0}；
那麼，此約束是完整約束；否則，此約束是非完整約束。因此，所有的完整約束與某些非完整約束可以用微分形式的方程式來表示。不是所有的非完整約束都可以這樣表示。含有廣義速度的非完整約束就不能這樣表示。所以，假若知道一個約束的微分形式的約束方程式，這約束到底是完整約束，還是非完整約束，需要看微分形式的約束方程式能否積分來決定。

## 半完整系統
表示非完整約束的方程式往往比較複雜。因此，非完整系統也比較難分析，只有簡易一點的非完整系統能用形式論來分析。假如，一個非完整系統的約束可以用以下方程式表示：
{\displaystyle f_{i}(q_{1},\ q_{2},\ \dots ,\ q_{N},\ {\dot {q}}_{1},\ {\dot {q}}_{2},\ \dots ,\ {\dot {q}}_{N})=0\ ,\qquad \qquad \qquad i=1,\ 2,\ 3,\ \dots n}；
則稱此系統為半完整系統；這裏，{\displaystyle {\dot {q}}_{j}}是廣義速度。
半完整系統可以用拉格朗日形式論來分析。更具體地說，分析半完整系統必須用到拉格朗日乘子{\displaystyle \lambda _{i}}
{\displaystyle \sum _{i=1}^{n}\ \lambda _{i}f_{i}=0}；
這裏，{\displaystyle \lambda _{i}=\lambda _{i}(q_{1},\ q_{2},\ \dots ,\ q_{N},\ {\dot {q}}_{1},\ {\dot {q}}_{2},\ \dots ,\ {\dot {q}}_{N},\ t)}是未知函數。
假設哈密頓原理成立，則下述方程式成立：
{\displaystyle \delta \int _{t_{1}}^{t_{2}}\ L\ dt=0}；
這裏，{\displaystyle L}是拉格朗日量，{\displaystyle t_{1}}  與{\displaystyle t_{2}}分別為積分的時間下限與上限。經過變分法運算，可以得到方程式
{\displaystyle \int _{t_{1}}^{t_{2}}\ \sum _{j}\ \left({\frac {\partial L}{\partial q_{j}}}-{\frac {d}{dt}}\left({\frac {\partial L}{\partial {\dot {q}}_{j}}}\right)\right)\delta q_{j}\ dt=0}。
由於這{\displaystyle N}個廣義座標中，仍舊有{\displaystyle n}個不獨立廣義座標，不能將拉格朗日方程式提取出來；必須加入拉格朗日乘子項目：
{\displaystyle \delta \int _{t_{1}}^{t_{2}}\ \left(L+\sum _{i=1}^{n}\ \lambda _{i}f_{i}\right)\ dt=0}。
經過變分法運算，可以得到方程式
{\displaystyle \int _{t_{1}}^{t_{2}}\ \sum _{j}\ \left({\frac {\partial L}{\partial q_{j}}}-{\frac {d}{dt}}\left({\frac {\partial L}{\partial {\dot {q}}_{j}}}\right)+{\mathcal {F}}_{j}\right)\delta q_{j}\ dt=0} ;
這裏，{\displaystyle {\mathcal {F}}_{j}}是廣義力的{\displaystyle j}分量：
{\displaystyle {\mathcal {F}}_{j}=\sum _{i}\ \left[{\frac {\partial (\lambda _{i}f_{i})}{\partial q_{j}}}-{\frac {d}{dt}}\left({\frac {\partial (\lambda _{i}f_{i})}{\partial {\dot {q}}_{j}}}\right)\right]}。
雖然還有{\displaystyle n}個不獨立廣義座標，仍舊可以調整{\displaystyle n}加入的拉格朗日乘子，使總和公式內的每一個虛位移{\displaystyle \delta q_{j}}的係數都等於0。因此，
{\displaystyle {\frac {d}{dt}}\left({\frac {\partial L}{\partial {\dot {q}}_{j}}}\right)-{\frac {\partial L}{\partial q_{j}}}={\mathcal {F}}_{j}}。
這{\displaystyle N}個方程式加上{\displaystyle n}個約束方程式，給予了{\displaystyle N+n}個方程式來解{\displaystyle N}個未知廣義座標與{\displaystyle n}個拉格朗日乘子。

## 實例
非完整系統至少存在於以下三個狀況：
1. 物體在做滾動運動。
2. 系統的約束包括不等式。
3. 系統的約束與速度有關（例如普法夫約束）。

## 參閱
- 拉格朗日力學
- 哈密頓力學
- 完整系統
- 定常系統
- 單演系統
- 保守系統
- 平行停車問題
- 落貓問題
- 自行車及摩托車的動力學